# Advantech
ADVANTECH（アドバンテック）は台湾のマザーボードおよび産業用向けコンピューターメーカー。日本法人はアドバンテック株式会社(東京都)。

## 概要
商業用/工業用向けマザーボードと、組込み向けコンピューター、などを開発・販売している。近年では、ゲーミング、物流、医用向けPCをOEM,ODM製造販売を行っている

## 紹介
アドバンテックは 1983年に設立、台湾の台北市内湖区に本社があり、21カ国71都市に販売拠点を置いている。
インテルのIntelligent Systems Alliance SolutionsPremiumPartner
と マイクロソフト®のGoldPartnerを持っている。

## 歴史[4]
- 1983年 - 起業
- 1993年 - ISO-9001 品質マネジメントシステム認証取得
- 1997年 - ISO-14001 環境マネジメントシステム認証
- 1997年 - 東京に支社を設立
- 1999年 - 台湾証券取引所に株式上場
- 2002年 - MicrosoftのWindows Embedded ODM ゴールドレベルパートナーとなる
- 2003年 - 中国昆山製造センター開設
- 2005年 - ASUSTek社との戦略的提携によりAdvansusを立ち上げ
- 2008年 - Intel Intelligent Systems Alliance SolutionsPremiumPartner をアジアではじめて取得
- 2009年5月29日 - ネットスター社を買収
- 2010年 - ACA Digital社を買収
- 2010年3月9日  独 Dlog社を買収
- 2016年 - 米 B+B SmartWorx社を買収
- 2016年4月1日 - 中国インベンテックと共同でモバイルデバイス製造向けの新会社AIMobileを設立
- 2018年3月30日 - アドバンテックが日本ラッド株の19%を保持
- 2019年2月1日 - オムロン直方株式会社の株式の80%を取得し子会社化、同社はアドバンテックテクノロジー株式会社に改称[5]